# Begonia subcaudata
Begonia subcaudata là một loài thực vật có hoa trong họ Thu hải đường. Loài này được Rusby ex L.B.Sm. & Schub. mô tả khoa học đầu tiên năm 1945.